# دابان شادالا
دابان شادالا ( كردي: دابان شەدەڵە ) مواليد 16 مايو 1975، يعمل كسياسي كردي عراقي شغلة منصب نائب رئيس دائرة العلاقات الخارجية في إقليم كردستان العراق منذ 9 أغسطس 2020. شغل سابقًا منصب ممثل كردستان لدى إسبانيا.

## سيرة
تولى دابان شادالا الممثل السابق لإقليم كردستان لدى إسبانيا ،  منصبه في حكومة إقليم كردستان السادسة ، عمل شذلة ممثلاً للاتحاد الوطني الكردستاني في فيينا، النمسا ،  حيث لعب دورًا في تنظيم والإشراف على المبادرات التعليمية.
حيث تولى شادالا المسؤولية الجديدة المتمثلة في العمل كنائب رئيس مكتب العلاقات الخارجية لإقليم كردستان  منذ 9 أغسطس 2020 . وبصفته هذه يشرف على الجهود الدبلوماسية والعلاقات الدولية نيابة عن إقليم كردستان . يعمل هذا الدور في الحفاظ على علاقات إقليم كردستان مع الدول الأخرى والمنظمات الدولية وتعزيزها.